# Vlag van Heteren

Vlag van de gemeente Heteren
(1988 - 2001)

Officieuze vlag van Heteren
(voor 1962)

De vlag van Heteren is het gemeentelijk dundoek van de voormalige gemeente Heteren in de Nederlandse provincie Gelderland. De vlag werd op 27 juni 1988 aangenomen.
De beschrijving luidt:
Drie banen van gelijke hoogte van rood, geel en blauw, met in het midden van de gele baan het gemeentewapen met kroon.
De kleuren van de vlag zijn ontleend aan die van het gemeentewapen.

## Eerdere vlag
Sierksma vermeldt in 1962 het officieuze gebruik van de vlag met de drie banen, zonder het wapen.
Op 1 januari 2001 is Heteren opgegaan in de gemeente Overbetuwe, waarmee de vlag als gemeentevlag kwam te vervallen.

## Verwante afbeelding

Wapen van Heteren

Ammerzoden 
· Angerlo 
· Batenburg 
· Beesd 
· Bemmel 
· Bergh 
· Bergharen 
· Beusichem 
· Borculo 
· Brakel 
· Didam 
· Dinxperlo 
· Dodewaard 
· Dreumel 
· Echteld 
· Eibergen 
· Elst 
· Ewijk 
· Geldermalsen 
· Gendringen 
· Gendt 
· Gorssel 
· Groenlo 
· Groesbeek 
· Hedel 
· Heerewaarden 
· Hemmen 
· Hengelo 
· Herwen en Aerdt 
· Heteren 
· Heukelum 
· Hoevelaken 
· Horssen 
· Huissen 
· Hummelo en Keppel 
· Hurwenen 
· Kerkwijk 
· Kesteren 
· Laren 
· Lichtenvoorde 
· Lienden 
· Lingewaal 
· Maurik 
· Millingen aan de Rijn 
· Neede 
· Neerijnen 
· Overasselt 
· Rijnwaarden 
· Rossum 
· Ruurlo 
· Steenderen 
· Ubbergen 
· Valburg 
· Vorden 
· Wadenoijen 
· Wamel 
· Warnsveld 
· Wehl 
· Wisch 
· Zelhem 
· Zoelen